# (36110) 1999 RV122
1999 RV122 (asteroide 36110) é um asteroide da cintura principal. Possui uma excentricidade de 0.12607610 e uma inclinação de 6.30835º.
Este asteroide foi descoberto no dia 9 de setembro de 1999 por LINEAR em Socorro.